# آنری لانگلوآ
آنری لانگْلوآ (فرانسوی: Henri Langlois‎؛ ۱۳ نوامبر ۱۹۱۴ – ۱۳ ژانویهٔ ۱۹۷۷) سینمادوست و مجموعه‌دار اهل فرانسه بود. او از بنیان‌گذاران سینماتک فرانسه بود و روی نظریه مؤلف تأثیرگذار بوده‌است. لانگلوآ همچنین برنده جوایزی همچون لژیون دونور شده‌است.